# Edouard Michut
Edouard Michut (Aix-les-Bains, 4 marzo 2003) è un calciatore francese, centrocampista del Fortuna Sittard.

## Caratteristiche tecniche
È un trequartista, dotato di grande tecnica, personalità e abile nel fornire assist ai suoi compagni di squadra. Per tale motivo, è stato accostato a Marco Verratti.

## Carriera

### Club
Cresciuto calcisticamente nelle giovanili di Le Chesnay FC 78 e Versailles, nel 2016 approda al settore giovanile del Paris Saint-Germain. Il 23 luglio 2020 firma il suo primo contratto da professionista con il club, valido fino al 30 giugno 2023. Il 27 febbraio 2021 ha esordito in prima squadra, disputando l'incontro di Ligue 1 vinto per 0-4 contro il Digione.
Il 31 agosto 2022 passa in prestito al Sunderland.
Il 16 settembre 2023 passò in prestito all'Adana Demirspor, in Turchia. Il 24 gennaio 2024 venne definitivamente acquistato dalla squadra turca che esercitò l'opzione di acquisto in suo possesso.

### Nazionale
Ha rappresentato le nazionali giovanili francesi Under-16, Under-17 ed Under-19.

## Statistiche

### Presenze e reti nei club
Statistiche aggiornate al 26 maggio 2024.
| Stagione                   | Squadra                    | Campionato                 | Campionato | Campionato | Coppe nazionali | Coppe nazionali | Coppe nazionali | Coppe continentali | Coppe continentali | Coppe continentali | Altre coppe | Altre coppe | Altre coppe | Totale | Totale |
| Stagione                   | Squadra                    | Comp                       | Pres       | Reti       | Comp            | Pres            | Reti            | Comp               | Pres               | Reti               | Comp        | Pres        | Reti        | Pres   | Reti   |
| -------------------------- | -------------------------- | -------------------------- | ---------- | ---------- | --------------- | --------------- | --------------- | ------------------ | ------------------ | ------------------ | ----------- | ----------- | ----------- | ------ | ------ |
| 2020-2021                  | Paris Saint-Germain        | L1                         | 1          | 0          | CF              | 0               | 0               | UCL                | 0                  | 0                  | SF          | 0           | 0           | 1      | 0      |
| 2021-2022                  | Paris Saint-Germain        | L1                         | 5          | 0          | CF              | 2               | 0               | UCL                | 0                  | 0                  | SF          | 0           | 0           | 7      | 0      |
| Totale Paris Saint-Germain | Totale Paris Saint-Germain | Totale Paris Saint-Germain | 6          | 0          |                 | 2               | 0               |                    | 0                  | 0                  |             | 0           | 0           | 8      | 0      |
| 2022-2023                  | Sunderland                 | FLC                        | 24+1       | 1+0        | FACup+CdL       | 3+0             | 0               |                    | -                  | -                  |             | -           | -           | 28     | 1      |
| 2023-2024                  | Adana Demirspor            | SL                         | 24         | 0          | CT              | 1               | 1               |                    | -                  | -                  |             | -           | -           | 25     | 1      |
| Totale carriera            | Totale carriera            | Totale carriera            | 55         | 1          |                 | 6               | 1               |                    | 0                  | 0                  |             | 0           | 0           | 61     | 2      |

## Palmarès

### Club

#### Competizioni nazionali
- Campionato francese: 1

Paris Saint-Germain: 2021-2022